# Ritratto virile (Burgkmair)
Il Ritratto virile  è un dipinto a olio su tavola (27,2x22,5 cm) di Hans Burgkmair, firmato e datato e  1506, e conservato nella Galleria degli Uffizi a Firenze.

## Storia e descrizione
L'opera si trova a Firenze almeno dal XVI secolo, quando venne inventariata come opera di scuola veneta. Nel 1939, nonostante le ridipinture fu riconosciuto dall'Oertel come possibile opera di Burgkmair, come confermò una radiografia in cui apparve la firma e la data. Poco dopo l'opera venne restaurata.
Su uno sfondo scuro si vede un giovane di tre quarti, girato verso sinistra, con un grosso cappello scuro che dà risalto al volto. La fisionomia è ben individuata, con tratti spigolosi e un grosso naso. Lo sguardo è rivolto a sinistra verso un punto indefinito, forse dove era presente un ritratto della moglie con cui poteva fare un dittico.